# Liste der Kulturdenkmale in Wurzen

Denkmalplakette

Diese Liste der Kulturdenkmale in Wurzen enthält die Auflistung der Teillisten der Kulturdenkmale in der Stadt und Gemeinde Wurzen.
Diese Übersichts-Liste ist eine Teilliste der Liste der Kulturdenkmale im Landkreis Leipzig und damit auch eine Teilliste der Liste der Kulturdenkmale in Sachsen. Zur Stadt und der Gemeinde Wurzen gehören derzeit 16 Ortsteilen (wobei nicht in allen Ortsteilen eingetragene Kulturdenkmale verzeichnet sind), in die die Listen aufgrund der großen Anzahl von Kulturdenkmalen entsprechend aufgeteilt sind:
| Ortsteil     | Liste der Kulturdenkmale in … (Ortsteil) | Bilder |
| ------------ | ---------------------------------------- | ------ |
| Wurzen       | Wurzen (A–J)                             |        |
| Wurzen       | Wurzen (K–Z)                             |        |
| Birkenhof    | N                                        | N      |
| Burkartshain | Burkartshain                             |        |
| Dehnitz      | Dehnitz                                  |        |
| Kornhain     | Kornhain                                 |        |
| Kühren       | Kühren                                   |        |
| Mühlbach     | Mühlbach                                 |        |
| Nemt         | Nemt                                     |        |
| Nitzschka    | Nitzschka                                |        |
| Oelschütz    | Oelschütz                                |        |
| Pyrna        | Pyrna                                    |        |
| Roitzsch     | Roitzsch                                 |        |
| Sachsendorf  | Sachsendorf                              |        |
| Streuben     | N                                        | N      |
| Trebelshain  | Trebelshain                              |        |
| Wäldgen      | Wäldgen                                  |        |